# Poggiolo
Poggiolo é uma comuna francesa na região administrativa de Córsega, no departamento de Córsega do Sul. Estende-se por uma área de 12,15 km². 